# Dosisleistungswarngerät
Ein Dosisleistungswarngerät ist ein Messgerät, das im Strahlenschutzeinsatz von Einsatzkräften zur Festlegung der Grenze des Gefahrenbereichs verwendet wird.

## Funktionsweise

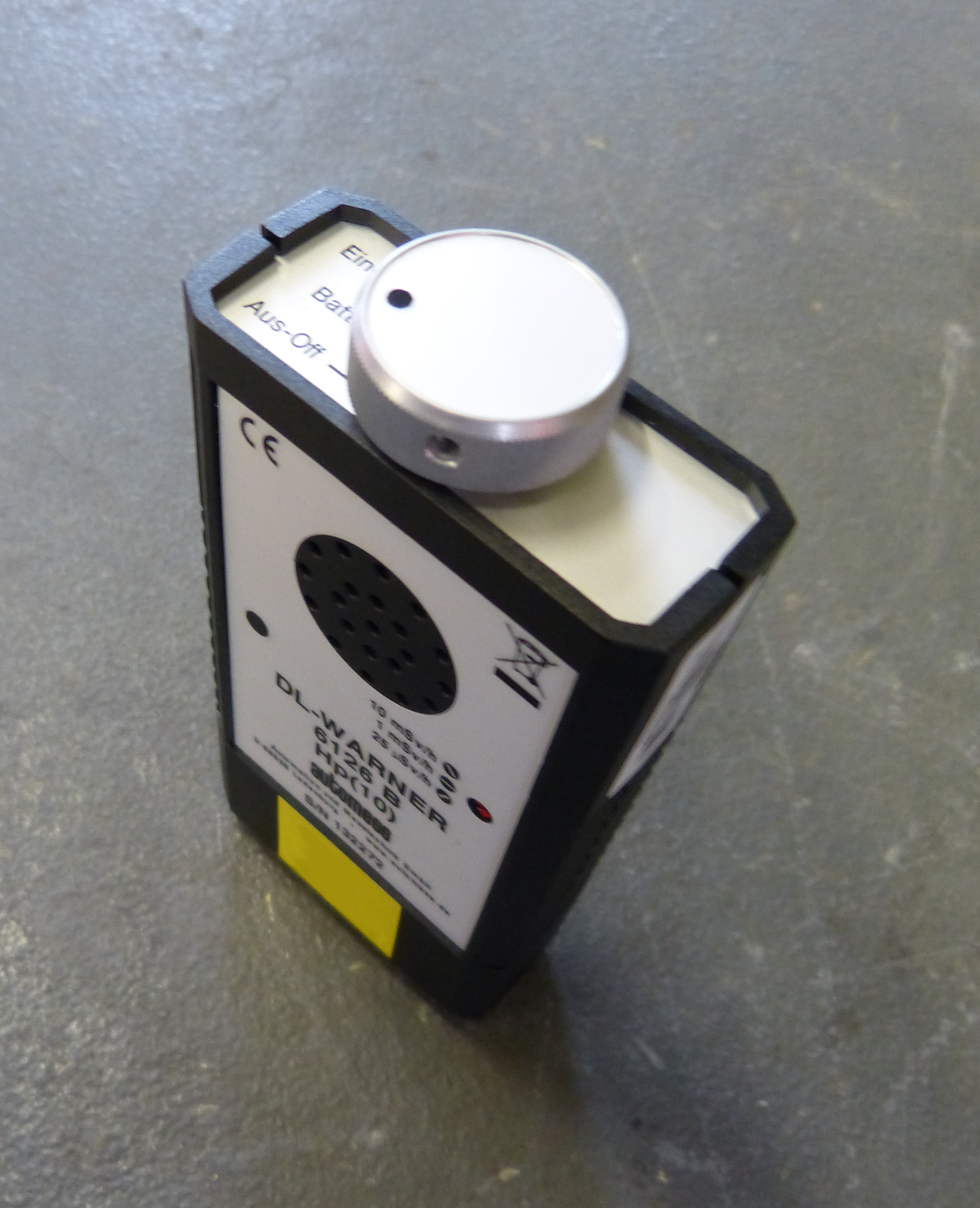
Dosisleistungswarngerät der Firma Automess

Das Dosisleistungswarngerät basiert auf dem Prinzip des Geiger-Müller-Zählrohrs. Aufgrund der abschirmenden Wirkung des Gehäuses wird nur Gammastrahlung gemessen. Überschreitet die Dosisleistung der einfallenden Strahlung den eingestellten Wert, wird ein Alarmton ausgelöst. In Deutschland liegt dieser bei 25 µSv/h, da dies der kritische Wert für die Festlegung des Gefahrenbereichs im Strahlenschutzeinsatz ist. Außer dieser Alarmierung hat das Dosisleistungswarngerät keine weitere Funktion, dementsprechend ist in der Regel kein Display vorhanden.

## Kombinierte Geräte
Dosisleistungsmessgeräte haben meist ebenfalls eine Funktion zur Dosisleistungswarnung integriert. Da dieses Messgerät allerdings einsatztaktisch anders verwendet wird, kann es nicht gleichzeitig zur Festlegung des Gefahrenbereichs genutzt werden.

## Nutzung im Strahlenschutzeinsatz
Der mit dem Dosisleistungswarngerät ausgerüstete Trupp kann durch den Alarm des Geräts erkennen, wo die Grenze zum Gefahrenbereich verläuft, und diese zum Beispiel mit Absperrband markieren. Sobald das Einsatzobjekt einmal umrundet und somit vollständig gesichert ist, wird die eingerichtete Sperrung mit dem Dosisleistungswarngerät permanent weiterhin überprüft, um eine Ausbreitung der Strahlung frühzeitig zu bemerken.